# Quzah
Quzah (en árabe: قُزَح‎, romanizado: quzaḥ, lit. 'de las salpicaduras') es un dios del cielo y del tiempo atmosférico y también de las montañas de la Arabia del Norte preislámica. Entre sus atributos se incluye un arco que dispara flechas de granizo.
El dios edomita Qos, con culto en Jirbet et-Tannur, llegó a identificarse con Quzah en el panteón de Arabia del Norte, al ser adorado también tanto como dios de las montañas como del tiempo atmosférico junto a la similitud de los nombres, lo que habría permitido una asimilación de los dos dioses.
En la región de Muzdalifah, cerca de La Meca, se adoraba a Quzah como dios de las lluvias y las tormentas. En tiempos preislámicos, los peregrinos solían detenerse en el «monte de Quzah» (جَبَل قُزَح‎, jabal quzaḥ), actual monte Arafat, antes del amanecer.
El rito preislámico de la Ifada que se celebraba después del equinoccio de otoño se realizaba en dirección al santuario de Quzah.
Otra referencia a Quzah es el término «Arco de Quzah» (قَوْسُ قُزَح‎, qawsu quzaḥ), que ha sobrevivido y se convirtió en el término árabe para arcoíris.